# Sparkassen-Erzgebirgsstadion
Lo Sparkassen-Erzgebirgsstadion (letteralmente in italiano Stadio delle Casse di risparmio dei Monti Metalliferi) è uno stadio polisportivo sito nella città di Aue, nel Land della Sassonia, in Germania. Ospita le partite casalinghe della principale squadra di calcio locale, l’Erzgebirge Aue.

## Storia
Lo stadio fu inaugurato il 27 maggio 1928 con la denominazione di Städtisches Stadion ("stadio civico"); nel 1949 fu acquistato dall'azienda mineraria SDAG Wismut e rimase in uso fino al 1950, quando venne completamente ricostruito secondo criteri più moderni: l'impianto rinnovato, capace di ospitare 22 000 spettatori e ridenominato Otto-Grotewohl-Stadion, fu riaperto il 20 agosto di quell'anno alla presenza del primo ministro della Germania Est, con la disputa di una partita amichevole tra la squadra locale e il Waggonbau Dessau, terminata 3-3. Nel 1958 furono eseguiti ulteriori lavori di ampliamento dello stadio (che a quel tempo era il terreno casalingo della squadra del SC Wismut Karl-Marx-Stadt, più volte campione di Germania Est), che portarono la capienza fino a 25 000 posti.
Tra il 1986 e il 1992, con la dissoluzione della DDR e l'integrazione del suo campionato calcistico in quello tedesco-occidentale, furono eseguiti ulteriori interventi, volti a rendere la struttura più al passo con i tempi e conforme ai regolamenti della DFB. In particolare nel 1989 fu potenziato l'impianto di illuminazione.
Nell'ottobre del 1991 la proprietà dello stadio passò dalla SDAG Wismut al governo circondariale dell'Erzgebirgskreis; il 26 novembre successivo l'impianto cambiò nome in Erzgebirgsstadion. Nel 2004 si provvide a rinnovare la pista di atletica, a dotare il terreno di gioco di un impianto di riscaldamento e ad installare un maxischermo (che venne acquistato di seconda mano dal Parkstadion di Gelsenkirchen). Nell'estate del 2010 venne installata una copertura sopra parte delle tribune, la cui capienza venne portata a 15 690 posti, di cui 9 390 dotati di seggiolino.
Il 16 marzo 2011, a seguito di un accordo di sponsorizzazione stipulato tra Erzgebirge Aue ed alcune casse di risparmio locali (Kreissparkasse Aue-Schwarzenberg, Sparkasse Erzgebirge e Sparkasse Mittleres Erzgebirge), l'impianto è stato ridenominato Sparkassen-Erzgebirgsstadion. L'accordo scadrà nel 2020.

### Ristrutturazione
Il 17 giugno 2015, con 70 voti favorevoli, 10 contrari e 10 astenuti, il governo circondariale dell'Erzgebirgskreis ha approvato il progetto di ristrutturazione dello stadio, che prevede entro il 2017 la trasformazione dell'impianto ad uso esclusivamente calcistico, previa rimozione della pista di atletica e la ricostruzione quasi totale delle tribune. I costi dei lavori, pari a circa 19,86 milioni di euro, sono stati coperti integralmente dal governo stesso.
Il cantiere è stato aperto ai primi di dicembre 2015, con la demolizione della pista di atletica e l'abbattimento di parte degli spalti, a partire dai settori occidentali; i lavori sono stati condotti gradualmente, in modo tale da mantenere sempre agibili almeno 10 000 posti.
La ricostruzione è ufficialmente terminata il 26 gennaio 2018: il primo evento ufficiale nello stadio ricostruito si è tenuto due giorni dopo con la disputa della partita Erzgebirge Aue-Eintracht Braunschweig, terminata 1-3 in favore degli ospiti, davanti a circa 9.850 spettatori. L'inaugurazione formale dell'arena si è invece celebrata il 29 luglio con la disputa di una gara amichevole tra Erzgebirge Aue e Schalke 04: dinnanzi a una cornice di 15.250 spettatori, gli ospiti hanno prevalso per 0-1.

## Struttura

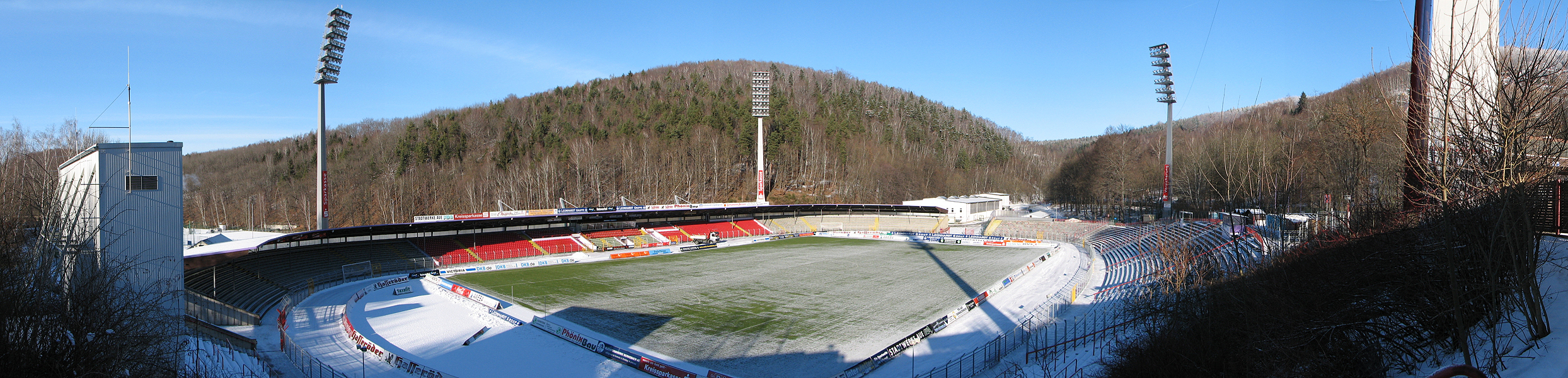
Interno dello stadio nel gennaio 2006.

Nella sua configurazione originaria, lo stadio presentava una pianta a forma ellittica: attorno al terreno da gioco, in erba naturale, si sviluppava la pista di atletica leggera. Quattro torri faro, posizionate all'esterno dell'impianto in corrispondenza degli angoli del campo, assicuravano l'illuminazione notturna.
Gli spalti (capaci di 15 690 posti complessivi) erano divisi in due settori di forma semicircolare, separati da due spazi vuoti in corrispondenza del centro delle due curve. La tribuna nord, completamente coperta, ospitava 9 390 posti, tutti dotati di seggiolino; l'estremità occidentale è occupata dai gruppi di tifoseria organizzata locali. La gradinata sud (parzialmente dedicata ai supporter ospiti) è invece priva di copertura e di seggiolini sulle ali laterali (presenti invece nel settore centrale), presentando una capienza massima di 6 300 spettatori.
Lo stadio ricostruito ha invece una struttura a pianta rettangolare, con spalti affacciati direttamente sul campo di gioco, per una capienza massima di 16 485 spettatori. La proprietà dell'impianto rimane al governo circondariale dell'Erzgebirgskreis, che lo concede in comodato d'uso all'Erzgebirge Aue dietro pagamento di un canone annuo variabile a seconda della serie di militanza (segnatamente 250 000 euro in 3. Liga e 350 000 euro in Zweite Bundesliga).